# Cuộc đua xe đạp tranh Cúp truyền hình Thành phố Hồ Chí Minh 2023
Cuộc đua xe đạp toàn quốc tranh Cúp Truyền hình Thành phố Hồ Chí Minh 2023 là cuộc đua lần thứ 35 của Cuộc đua xe đạp toàn quốc tranh Cúp truyền hình Thành phố Hồ Chí Minh do Ban Thể dục - Thể thao, Đài Truyền hình Thành phố Hồ Chí Minh và Tổng cục Thể dục Thể thao Việt Nam phối hợp tổ chức, diễn ra từ ngày 2 tháng 4 đến ngày 30 tháng 4 năm 2023. Cuộc đua gồm 25 chặng, tổng lộ trình 2963,9 km, bắt đầu bằng chặng đua quanh hồ Hoàn Kiếm, Hà Nội và kết thúc tại Hội trường Thống Nhất, Thành phố Hồ Chí Minh. Tổng cộng có 14 đội đua trên toàn quốc tham gia cuộc đua lần này.
Từ cuộc đua lần này, danh hiệu Áo cam cho vận động viên Việt Nam có thành tích tốt nhất được giới thiệu, với chủ nhân đầu tiên là Nguyễn Thắng (Vinama Thành phố Hồ Chí Minh).
Petr Rikunov giành áo vàng tại cuộc đua lần này trong lần đầu anh tham dự giải, đồng thời giành áo xanh. Cuộc đua đã chứng kiến nhiều kỷ lục bị phá vỡ trong lịch sử giải, với việc anh trở thành người đầu tiên giữ danh hiệu áo vàng qua tất cả các chặng và giành 10 chiến thắng chặng trong cùng một cuộc đua. Igor Frolov (Vinama Thành phố Hồ Chí Minh) giành áo chấm đỏ và Phạm Lê Xuân Lộc (Quân khu 7) trở thành tay đua đầu tiên bảo vệ thành công danh hiệu áo trắng. Đội Tập đoàn Lộc Trời An Giang giành hạng nhất đồng đội.

## Công bố
| Giải thưởng           | Tiền thưởng      |
| Từng chặng            | Từng chặng       |
| --------------------- | ---------------- |
| Về nhất               | 20.000.000 đồng  |
| Đồng đội              | 3.000.000 đồng   |
| Chung cuộc            |                  |
| Áo vàng               | 200.000.000 đồng |
| Áo đỏ                 | 50.000.000 đồng  |
| Áo xanh               | 50.000.000 đồng  |
| Áo trắng              | 30.000.000 đồng  |
| Đồng đội chung cuộc   | 100.000.000 đồng |
| Đội phong cách        | 20.000.000 đồng  |
| VĐV ấn tượng (áo cam) | 50.000.000 đồng  |

Thông tin về Cuộc đua xe đạp toàn quốc tranh Cúp Truyền hình Thành phố Hồ Chí Minh 2023 được công bố vào ngày 20 tháng 3 năm 2023 trong một cuộc họp báo trước khi khởi tranh giải. Ban tổ chức đã công bố lộ trình cuộc đua với tổng cự ly dài 2963,9 km. Đài Truyền hình Thành phố Hồ Chí Minh cho biết việc tổ chức này nhằm đánh dấu cột mốc 35 năm tổ chức Cuộc đua xe đạp Cúp Truyền hình TP.HCM và hướng tới kỷ niệm 48 năm ngày giải phóng miền Nam - thống nhất đất nước, 137 năm ngày Quốc tế Lao động và 133 năm ngày sinh của Chủ tịch Hồ Chí Minh cũng như phục vụ cho các vận động viên chuẩn bị cho Đại hội Thể thao Đông Nam Á 2023 diễn ra ở Campuchia sau cuộc đua.

## Danh sách tham dự

### Đội đua xe đạp
- Vinama Thành phố Hồ Chí Minh (VIN)
- Thành phố Hồ Chí Minh New Group (HCM)
- Tập đoàn Lộc Trời An Giang (TLT)
- Gạo Hạt Ngọc Trời An Giang (GNT)
- Dược Domesco Đồng Tháp (DDT)
- Dopagan Đồng Tháp (DPG)
- Đồng Nai (DNA)
- Kenda Đồng Nai (KEN)
- Quân khu 7 (QK7)
- Quân Đội (QDO)
- Hà Nội (HAN)
- 620 Châu Thới-Vĩnh Long (CVL)
- Nhựa Bình Minh Bình Dương (NBM)
- Thanh Hóa (THH)

### Vận động viên
| Danh sách vận động viên (theo thứ tự số đeo) | Danh sách vận động viên (theo thứ tự số đeo) | Danh sách vận động viên (theo thứ tự số đeo) |
| Số đeo                                       | Họ và tên (năm sinh)                         | Đội (viết tắt)                               |
| -------------------------------------------- | -------------------------------------------- | -------------------------------------------- |
| 1                                            | Nguyễn Trường Tài (1988)                     | Vinama Thành phố Hồ Chí Minh (VIN)           |
| 2                                            | Trần Thanh Điền (1996)                       | Vinama Thành phố Hồ Chí Minh (VIN)           |
| 3                                            | Nguyễn Minh Việt (1997)                      | Vinama Thành phố Hồ Chí Minh (VIN)           |
| 4                                            | Nguyễn Thắng (1994)                          | Vinama Thành phố Hồ Chí Minh (VIN)           |
| 5                                            | Trần Lê Minh Tuấn (1994)                     | Vinama Thành phố Hồ Chí Minh (VIN)           |
| 6                                            | Nguyễn Tuấn Vũ (1999)                        | Vinama Thành phố Hồ Chí Minh (VIN)           |
| 7                                            | Igor Frolov (1990)                           | Vinama Thành phố Hồ Chí Minh (VIN)           |
| 11                                           | Nguyễn Trần Công Tính (2004)                 | Thành phố Hồ Chí Minh New Group (HCM)        |
| 12                                           | Trần Thanh Nhanh (1993)                      | Thành phố Hồ Chí Minh New Group (HCM)        |
| 13                                           | Nguyễn Văn Bình (2002)                       | Thành phố Hồ Chí Minh New Group (HCM)        |
| 14                                           | Nguyễn Trúc Xinh (1997)                      | Thành phố Hồ Chí Minh New Group (HCM)        |
| 15                                           | Mai Phú Quý (2002)                           | Thành phố Hồ Chí Minh New Group (HCM)        |
| 16                                           | Ngô Minh Quân (2004)                         | Thành phố Hồ Chí Minh New Group (HCM)        |
| 17                                           | Vladislav Duiunov (1994)                     | Thành phố Hồ Chí Minh New Group (HCM)        |
| 21                                           | Lê Ngọc Sơn (1991)                           | Tập đoàn Lộc Trời An Giang (TLT)             |
| 22                                           | Nguyễn Tấn Hoài (1992)                       | Tập đoàn Lộc Trời An Giang (TLT)             |
| 23                                           | Trịnh Đức Tâm (1992)                         | Tập đoàn Lộc Trời An Giang (TLT)             |
| 24                                           | Quàng Văn Cường (1997)                       | Tập đoàn Lộc Trời An Giang (TLT)             |
| 25                                           | Nguyễn Văn Dương (1997)                      | Tập đoàn Lộc Trời An Giang (TLT)             |
| 26                                           | Tăng Quý Trọng (2002)                        | Tập đoàn Lộc Trời An Giang (TLT)             |
| 27                                           | Petr Rikunov (1997)                          | Tập đoàn Lộc Trời An Giang (TLT)             |
| 31                                           | Nguyễn Huỳnh Đăng Khoa (1999)                | Gạo Hạt Ngọc Trời An Giang (GNT)             |
| 32                                           | Phan Tấn Vũ (1997)                           | Gạo Hạt Ngọc Trời An Giang (GNT)             |
| 33                                           | Ngô Văn Phương (1998)                        | Gạo Hạt Ngọc Trời An Giang (GNT)             |
| 34                                           | Nguyễn Hoàng Ngọc Linh (2000)                | Gạo Hạt Ngọc Trời An Giang (GNT)             |
| 35                                           | Nguyễn Hoàng Giang (1997)                    | Gạo Hạt Ngọc Trời An Giang (GNT)             |
| 36                                           | Phạm Quốc Thiện (2004)                       | Gạo Hạt Ngọc Trời An Giang (GNT)             |
| 37                                           | Roman Maikin (1990)                          | Gạo Hạt Ngọc Trời An Giang (GNT)             |
| 41                                           | Loïc Desriac (1989)                          | Dược Domesco Đồng Tháp (DDT)                 |
| 42                                           | Trần Nguyễn Minh Trí (1994)                  | Dược Domesco Đồng Tháp (DDT)                 |
| 43                                           | Phan Hoàng Thái (1998)                       | Dược Domesco Đồng Tháp (DDT)                 |
| 44                                           | Nguyễn Quốc Bảo (1999)                       | Dược Domesco Đồng Tháp (DDT)                 |
| 45                                           | Phạm Quốc Cường (1994)                       | Dược Domesco Đồng Tháp (DDT)                 |
| 46                                           | Nguyễn Nhật Nam (1997)                       | Dược Domesco Đồng Tháp (DDT)                 |
| 47                                           | Lê Hải Đăng (2003)                           | Dược Domesco Đồng Tháp (DDT)                 |
| 51                                           | Trần Tuấn Kiệt (2000)                        | Dopagan Đồng Tháp (DPG)                      |
| 52                                           | Trần Nhựt Duy (2004)                         | Dopagan Đồng Tháp (DPG)                      |
| 53                                           | Nguyễn Thượng Ngươn (2006)                   | Dopagan Đồng Tháp (DPG)                      |
| 54                                           | Trần Minh Mẫn (2007)                         | Dopagan Đồng Tháp (DPG)                      |
| 55                                           | Lê Văn Khánh (2006)                          | Dopagan Đồng Tháp (DPG)                      |
| 56                                           | Nguyễn Tuấn Kiệt (2007)                      | Dopagan Đồng Tháp (DPG)                      |
| 57                                           | Nguyễn Hoàng Lợi (2007)                      | Dopagan Đồng Tháp (DPG)                      |
| 61                                           | Erdenebat Bilguunjargal (1997)               | Kenda Đồng Nai (KEN)                         |
| 62                                           | Nguyễn Văn Hiếu (2005)                       | Kenda Đồng Nai (KEN)                         |
| 63                                           | Phan Công Hiếu (2003)                        | Kenda Đồng Nai (KEN)                         |
| 64                                           | Nguyễn Tấn Phúc (2003)                       | Kenda Đồng Nai (KEN)                         |
| 65                                           | Nguyễn Anh Huy (2005)                        | Kenda Đồng Nai (KEN)                         |
| 66                                           | Đặng Thành Được (2004)                       | Kenda Đồng Nai (KEN)                         |
| 67                                           | Trần Bảo Hùng (2005)                         | Kenda Đồng Nai (KEN)                         |
| 71                                           | Nguyễn Phạm Quốc Khang (1996)                | Đồng Nai (DNA)                               |
| 72                                           | Nguyễn Hướng (2000)                          | Đồng Nai (DNA)                               |
| 73                                           | Nguyễn Tấn Phúc (2002)                       | Đồng Nai (DNA)                               |
| 74                                           | Nguyễn Thiên Huy (2005)                      | Đồng Nai (DNA)                               |
| 75                                           | Trần Trọng Phúc (2006)                       | Đồng Nai (DNA)                               |
| 76                                           | Nguyễn Hoàng Sang (1993)                     | Đồng Nai (DNA)                               |
| 77                                           | Baasankhuu Myagmarsuren (1991)               | Đồng Nai (DNA)                               |
| 81                                           | Huỳnh Thanh Tùng (1996)                      | Quân khu 7 (QK7)                             |
| 82                                           | Hà Văn Sơn (1999)                            | Quân khu 7 (QK7)                             |
| 83                                           | Phạm Lê Xuân Lộc (2005)                      | Quân khu 7 (QK7)                             |
| 84                                           | Nguyễn Văn Nhã (2004)                        | Quân khu 7 (QK7)                             |
| 85                                           | Nguyễn Hữu Thành (2000)                      | Quân khu 7 (QK7)                             |
| 86                                           | Davaasambuu Erkhes (1999)                    | Quân khu 7 (QK7)                             |
| 87                                           | Diệp Thái Hoàng (2001)                       | Quân khu 7 (QK7)                             |
| 91                                           | Đặng Hoàng Linh (2003)                       | Quân Đội (QDO)                               |
| 92                                           | Phạm Tấn Tài (2004)                          | Quân Đội (QDO)                               |
| 93                                           | Tạ Tuấn Vũ (2007)                            | Quân Đội (QDO)                               |
| 94                                           | Nguyễn Đức Minh Thuận (2006)                 | Quân Đội (QDO)                               |
| 95                                           | Phan Hoàng Bảo Tín (2002)                    | Quân Đội (QDO)                               |
| 96                                           | Nguyễn Huỳnh Lân (2003)                      | Quân Đội (QDO)                               |
| 97                                           | Lê Công Hoan (2002)                          | Quân Đội (QDO)                               |
| 101                                          | Lường Văn Sinh (1997)                        | Hà Nội (HAN)                                 |
| 102                                          | Phạm Tiến Việt (2007)                        | Hà Nội (HAN)                                 |
| 103                                          | Lê Đức Tiến (2006)                           | Hà Nội (HAN)                                 |
| 104                                          | Lưu Văn Duy (2003)                           | Hà Nội (HAN)                                 |
| 105                                          | Chu Thái Khang (2004)                        | Hà Nội (HAN)                                 |
| 106                                          | Bùi Duy Tùng (2006)                          | Hà Nội (HAN)                                 |
| 107                                          | Phùng Quốc Hà (2007)                         | Hà Nội (HAN)                                 |
| 111                                          | Nguyễn Minh Thiện (1998)                     | 620 Châu Thới-Vĩnh Long (CVL)                |
| 112                                          | Võ Thanh An (2000)                           | 620 Châu Thới-Vĩnh Long (CVL)                |
| 113                                          | Đặng Văn Bảo Anh (2002)                      | 620 Châu Thới-Vĩnh Long (CVL)                |
| 114                                          | Phan Thanh Tấn Tài (2000)                    | 620 Châu Thới-Vĩnh Long (CVL)                |
| 115                                          | Nguyễn Nhựt Phát (2001)                      | 620 Châu Thới-Vĩnh Long (CVL)                |
| 116                                          | Trần Khánh Duy (2004)                        | 620 Châu Thới-Vĩnh Long (CVL)                |
| 117                                          | Lê Thanh Hiếu (2005)                         | 620 Châu Thới-Vĩnh Long (CVL)                |
| 121                                          | Hà Kiều Tấn Đại (2000)                       | Nhựa Bình Minh Bình Dương (NBM)              |
| 122                                          | Trần Anh Tuấn (2001)                         | Nhựa Bình Minh Bình Dương (NBM)              |
| 123                                          | Trần Thanh Quang (2003)                      | Nhựa Bình Minh Bình Dương (NBM)              |
| 124                                          | Lê Ngô Gia Thịnh (2002)                      | Nhựa Bình Minh Bình Dương (NBM)              |
| 125                                          | Javier Sarda Perez (1988)                    | Nhựa Bình Minh Bình Dương (NBM)              |
| 126                                          | Lâm Hoàng Hảo (2004)                         | Nhựa Bình Minh Bình Dương (NBM)              |
| 127                                          | Trần Gia Bảo (2006)                          | Nhựa Bình Minh Bình Dương (NBM)              |
| 131                                          | Phạm Minh Đạt (2004)                         | Thanh Hóa (THH)                              |
| 132                                          | Nguyễn Văn Lãm (2004)                        | Thanh Hóa (THH)                              |
| 133                                          | Vi Việt Quang (2006)                         | Thanh Hóa (THH)                              |
| 134                                          | Phạm Văn Sơn (2006)                          | Thanh Hóa (THH)                              |
| 135                                          | Lê Song Min (2006)                           | Thanh Hóa (THH)                              |
| 136                                          | Nguyễn Thanh Bình (2007)                     | Thanh Hóa (THH)                              |
| 137                                          | Trần Văn Nhã (2004)                          | Thanh Hóa (THH)                              |

## Lộ trình và kết quả từng chặng
| Chặng | Ngày       | Mô tả                                                                  | Cự ly             | Kết quả từng chặng               | Kết quả từng chặng                    | Kết quả từng chặng                 |                   |
| Chặng | Ngày       | Mô tả                                                                  | Cự ly             | Nhất                             | Nhì                                   | Ba                                 |                   |
| ----- | ---------- | ---------------------------------------------------------------------- | ----------------- | -------------------------------- | ------------------------------------- | ---------------------------------- | ----------------- |
| 1     | 2 tháng 4  | Lễ khai mạc \| Vòng đua quanh hồ Hoàn Kiếm (Hà Nội) (25 vòng x 1.7 km) | 42,5 km           | Petr Rikunov (TLT)               | Phạm Lê Xuân Lộc (QK7)                | Roman Maikin (GNT)                 |                   |
| 2     | 3 tháng 4  | Hà Nội đi Thanh Hóa                                                    | 114 km            | Trần Tuấn Kiệt (DPG)             | Nguyễn Tấn Hoài (TLT)                 | Petr Rikunov (TLT)                 |                   |
| 3     | 4 tháng 4  | Thanh Hóa đi thành phố Vinh (Nghệ An)                                  | 140 km            | Trần Tuấn Kiệt (DPG)             | Nguyễn Tấn Hoài (TLT)                 | Petr Rikunov (TLT)                 |                   |
| 4     | 5 tháng 4  | Nghệ An đi Quảng Bình (đèo Ngang)                                      | 197,4 km          | Nguyễn Văn Bình (HCM)            | Loïc Desriac (DDT)                    | Nguyễn Trúc Xinh (HCM)             |                   |
| 5     | 6 tháng 4  | Quảng Bình đi Huế                                                      | 162,5 km          | Petr Rikunov (TLT)               | Loïc Desriac (DDT)                    | Trần Tuấn Kiệt (DPG)               |                   |
| —     | 7 tháng 4  | Nghỉ tại Huế                                                           | Nghỉ tại Huế      | Nghỉ tại Huế                     | Nghỉ tại Huế                          | Nghỉ tại Huế                       | Nghỉ tại Huế      |
| 6     | 8 tháng 4  | Vòng đua Trường Tiền (Huế) (20 vòng x 2,1 km)                          | 42 km             | Trần Tuấn Kiệt (DPG)             | Petr Rikunov (TLT)                    | Nguyễn Tấn Hoài (TLT)              |                   |
| 7     | 9 tháng 4  | Huế đi Đà Nẵng (đèo Phú Gia, Phước Tượng, Hải Vân)                     | 108,5 km          | Petr Rikunov (TLT)               | Javier Sarda Perez (NBM)              | Igor Frolov (VIN)                  |                   |
| 8     | 10 tháng 4 | Đà Nẵng đi Hội An - Tam Kỳ (Quảng Nam)                                 | 83,4 km           | Petr Rikunov (TLT)               | Nguyễn Văn Bình (HCM)                 | Nguyễn Tấn Hoài (TLT)              |                   |
| 9     | 11 tháng 4 | Đua đồng đội tính giờ tại Quảng Ngãi                                   | 31 km             | Tập đoàn Lộc Trời An Giang (TLT) | Thành phố Hồ Chí Minh New Group (HCM) | Vinama Thành phố Hồ Chí Minh (VIN) |                   |
| 10    | 12 tháng 4 | Quảng Ngãi đi Quy Nhơn (Bình Định)                                     | 179 km            | Trịnh Đức Tâm (TLT)              | Trần Nguyễn Minh Trí (DDT)            | Nguyễn Hướng (DNA)                 |                   |
| —     | 13 tháng 4 | Nghỉ tại Quy Nhơn                                                      | Nghỉ tại Quy Nhơn | Nghỉ tại Quy Nhơn                | Nghỉ tại Quy Nhơn                     | Nghỉ tại Quy Nhơn                  | Nghỉ tại Quy Nhơn |
| 11    | 14 tháng 4 | Quy Nhơn đi Pleiku (Gia Lai) (đèo An Khê, Mang Yang)                   | 166 km            | Petr Rikunov (TLT)               | Igor Frolov (VIN)                     | Loïc Desriac (DDT)                 |                   |
| 12    | 15 tháng 4 | Pleiku đi Buôn Ma Thuột (Đắk Lắk)                                      | 179 km            | Trần Tuấn Kiệt (DPG)             | Nguyễn Tấn Hoài (TLT)                 | Nguyễn Văn Bình (HCM)              |                   |
| 13    | 16 tháng 4 | Buôn Ma Thuột đi Nha Trang (Khánh Hòa) (đèo Phượng Hoàng)              | 189 km            | Huỳnh Thanh Tùng (QK7)           | Petr Rikunov (TLT)                    | Nguyễn Văn Bình (HCM)              |                   |
| 14    | 17 tháng 4 | Nha Trang đi Phan Rang (Ninh Thuận) (đèo Vĩnh Hy)                      | 130 km            | Roman Maikin (GNT)               | Petr Rikunov (TLT)                    | Nguyễn Phạm Quốc Khang (DNA)       |                   |
| 15    | 18 tháng 4 | Phan Rang đi Đà Lạt (đèo Ngoạn Mục, đèo Mimosa)                        | 123 km            | Petr Rikunov (TLT)               | Igor Frolov (VIN)                     | Vladislav Duiunov (HCM)            |                   |
| —     | 19 tháng 4 | Nghỉ tại Đà Lạt                                                        | Nghỉ tại Đà Lạt   | Nghỉ tại Đà Lạt                  | Nghỉ tại Đà Lạt                       | Nghỉ tại Đà Lạt                    | Nghỉ tại Đà Lạt   |
| 16    | 20 tháng 4 | Vòng đua quanh Hồ Xuân Hương (Đà Lạt) (10 vòng x 5,1 km)               | 51 km             | Petr Rikunov (TLT)               | Trần Tuấn Kiệt (DPG)                  | Nguyễn Văn Bình (HCM)              |                   |
| 17    | 21 tháng 4 | Đà Lạt đi Bảo Lộc                                                      | 97,5 km           | Vladislav Duiunov (HCM)          | Nguyễn Hướng (DNA)                    | Nguyễn Văn Bình (HCM)              |                   |
| 18    | 22 tháng 4 | Bảo Lộc đi thành phố Biên Hòa (Đồng Nai)                               | 129,5 km          | Petr Rikunov (TLT)               | Nguyễn Hướng (DNA)                    | Erdenebat Bilguunjargal (KEN)      |                   |
| 19    | 23 tháng 4 | Biên Hòa đi Bến Tre (cầu Rạch Miễu)                                    | 147 km            | Nguyễn Minh Thiện (CVL)          | Loïc Desriac (DDT)                    | Nguyễn Hoàng Sang (DNA)            |                   |
| 20    | 24 tháng 4 | Bến Tre đi Cần Thơ (cầu Hàm Luông, cầu Cổ Chiên, cầu Cần Thơ)          | 131,4 km          | Trần Tuấn Kiệt (DPG)             | Trịnh Đức Tâm (TLT)                   | Nguyễn Văn Bình (HCM)              |                   |
| —     | 25 tháng 4 | Nghỉ tại Cần Thơ                                                       | Nghỉ tại Cần Thơ  | Nghỉ tại Cần Thơ                 | Nghỉ tại Cần Thơ                      | Nghỉ tại Cần Thơ                   | Nghỉ tại Cần Thơ  |
| 21    | 26 tháng 4 | Vòng đua thành phố Cần Thơ (15 vòng x 3,2 km)                          | 48 km             | Petr Rikunov (TLT)               | Nguyễn Hướng (DNA)                    | Loïc Desriac (DDT)                 |                   |
| 22    | 27 tháng 4 | Cần Thơ đi thành phố Long Xuyên (An Giang)                             | 83,4 km           | Petr Rikunov (TLT)               | Loïc Desriac (DDT)                    | Trần Tuấn Kiệt (DPG)               |                   |
| 23    | 28 tháng 4 | An Giang đi thành phố Mỹ Tho (Tiền Giang) (cầu Vàm Cống, cầu Cao Lãnh) | 133,3 km          | Baasankhuu Myagmarsuren (DNA)    | Nguyễn Trúc Xinh (HCM)                | Nguyễn Văn Bình (HCM)              |                   |
| 24    | 29 tháng 4 | Tiền Giang đi Tây Ninh                                                 | 134 km            | Roman Malkin (GNT)               | Nguyễn Hướng (DNA)                    | Trần Thanh Nhanh (HCM)             |                   |
| 25    | 30 tháng 4 | Tây Ninh đi Thành phố Hồ Chí Minh                                      | 121,5 km          | Javier Sarda Perez (NBM)         | Trần Tuấn Kiệt (DPG)                  | Nguyễn Văn Bình (HCM)              |                   |

##### Kết quả màu áo qua các chặng
| Chặng   | Tham khảo | - Áo trắng (VĐV trẻ xuất sắc) | - Áo xanh (Vua nước rút) | - Áo chấm đỏ (Vua leo núi) | - Áo vàng (VĐV xuất sắc) | - Thành tích đồng đội | - Áo cam (VĐV Việt Nam ấn tượng) |
| ------- | --------- | ----------------------------- | ------------------------ | -------------------------- | ------------------------ | --------------------- | -------------------------------- |
| 1       | [ 28 ]    | Phạm Lê Xuân Lộc (QK7)        | Phạm Lê Xuân Lộc (QK7)   | —                          | Petr Rikunov (TLT)       | DDT                   | Phạm Lê Xuân Lộc (QK7)           |
| 2       | [ 29 ]    | Phạm Lê Xuân Lộc (QK7)        | Petr Rikunov (TLT)       | —                          | Petr Rikunov (TLT)       | DDT                   | Phạm Lê Xuân Lộc (QK7)           |
| 3       | [ 30 ]    | Phạm Lê Xuân Lộc (QK7)        | Petr Rikunov (TLT)       | —                          | Petr Rikunov (TLT)       | DDT                   | Phạm Lê Xuân Lộc (QK7)           |
| 4       | [ 31 ]    | Phạm Lê Xuân Lộc (QK7)        | Petr Rikunov (TLT)       | Phan Hoàng Bảo Tín (QDO)   | Petr Rikunov (TLT)       | DDT                   | Phạm Lê Xuân Lộc (QK7)           |
| 5       | [ 32 ]    | Phạm Lê Xuân Lộc (QK7)        | Petr Rikunov (TLT)       | Phan Hoàng Bảo Tín (QDO)   | Petr Rikunov (TLT)       | DDT                   | Phạm Lê Xuân Lộc (QK7)           |
| 6       | [ 33 ]    | Phạm Lê Xuân Lộc (QK7)        | Trần Tuấn Kiệt (DPG)     | Phan Hoàng Bảo Tín (QDO)   | Petr Rikunov (TLT)       | DDT                   | Phạm Lê Xuân Lộc (QK7)           |
| 7       | [ 34 ]    | Phạm Lê Xuân Lộc (QK7)        | Petr Rikunov (TLT)       | Igor Frolov (VIN)          | Petr Rikunov (TLT)       | TLT                   | Phạm Lê Xuân Lộc (QK7)           |
| 8       | [ 35 ]    | Phạm Lê Xuân Lộc (QK7)        | Petr Rikunov (TLT)       | Igor Frolov (VIN)          | Petr Rikunov (TLT)       | TLT                   | Nguyễn Văn Bình (HCM)            |
| 9       | [ 36 ]    | Lê Hải Đăng (DDT)             | Petr Rikunov (TLT)       | Igor Frolov (VIN)          | Petr Rikunov (TLT)       | TLT                   | Tăng Quý Trọng (TLT)             |
| 10      | [ 37 ]    | Lê Hải Đăng (DDT)             | Petr Rikunov (TLT)       | Igor Frolov (VIN)          | Petr Rikunov (TLT)       | TLT                   | Tăng Quý Trọng (TLT)             |
| 11      | [ 38 ]    | Phạm Lê Xuân Lộc (QK7)        | Petr Rikunov (TLT)       | Igor Frolov (VIN)          | Petr Rikunov (TLT)       | TLT                   | Tăng Quý Trọng (TLT)             |
| 12      | [ 39 ]    | Phạm Lê Xuân Lộc (QK7)        | Petr Rikunov (TLT)       | Igor Frolov (VIN)          | Petr Rikunov (TLT)       | TLT                   | Tăng Quý Trọng (TLT)             |
| 13      | [ 40 ]    | Phạm Lê Xuân Lộc (QK7)        | Petr Rikunov (TLT)       | Igor Frolov (VIN)          | Petr Rikunov (TLT)       | TLT                   | Tăng Quý Trọng (TLT)             |
| 14      | [ 41 ]    | Phạm Lê Xuân Lộc (QK7)        | Petr Rikunov (TLT)       | Igor Frolov (VIN)          | Petr Rikunov (TLT)       | TLT                   | Nguyễn Thắng (VIN)               |
| 15      | [ 42 ]    | Phạm Lê Xuân Lộc (QK7)        | Petr Rikunov (TLT)       | Igor Frolov (VIN)          | Petr Rikunov (TLT)       | TLT                   | Nguyễn Thắng (VIN)               |
| 16      | [ 43 ]    | Phạm Lê Xuân Lộc (QK7)        | Petr Rikunov (TLT)       | Igor Frolov (VIN)          | Petr Rikunov (TLT)       | TLT                   | Nguyễn Thắng (VIN)               |
| 17      | [ 44 ]    | Phạm Lê Xuân Lộc (QK7)        | Petr Rikunov (TLT)       | Igor Frolov (VIN)          | Petr Rikunov (TLT)       | TLT                   | Nguyễn Thắng (VIN)               |
| 18      | [ 45 ]    | Phạm Lê Xuân Lộc (QK7)        | Petr Rikunov (TLT)       | Igor Frolov (VIN)          | Petr Rikunov (TLT)       | TLT                   | Nguyễn Thắng (VIN)               |
| 19      | [ 46 ]    | Phạm Lê Xuân Lộc (QK7)        | Petr Rikunov (TLT)       | Igor Frolov (VIN)          | Petr Rikunov (TLT)       | TLT                   | Nguyễn Thắng (VIN)               |
| 20      | [ 47 ]    | Phạm Lê Xuân Lộc (QK7)        | Petr Rikunov (TLT)       | Igor Frolov (VIN)          | Petr Rikunov (TLT)       | TLT                   | Nguyễn Thắng (VIN)               |
| 21      | [ 48 ]    | Phạm Lê Xuân Lộc (QK7)        | Petr Rikunov (TLT)       | Igor Frolov (VIN)          | Petr Rikunov (TLT)       | TLT                   | Nguyễn Thắng (VIN)               |
| 22      | [ 49 ]    | Phạm Lê Xuân Lộc (QK7)        | Petr Rikunov (TLT)       | Igor Frolov (VIN)          | Petr Rikunov (TLT)       | TLT                   | Nguyễn Thắng (VIN)               |
| 23      | [ 50 ]    | Phạm Lê Xuân Lộc (QK7)        | Petr Rikunov (TLT)       | Igor Frolov (VIN)          | Petr Rikunov (TLT)       | TLT                   | Nguyễn Thắng (VIN)               |
| 24      | [ 51 ]    | Phạm Lê Xuân Lộc (QK7)        | Petr Rikunov (TLT)       | Igor Frolov (VIN)          | Petr Rikunov (TLT)       | TLT                   | Nguyễn Thắng (VIN)               |
| 25      | [ 52 ]    | Phạm Lê Xuân Lộc (QK7)        | Petr Rikunov (TLT)       | Igor Frolov (VIN)          | Petr Rikunov (TLT)       | TLT                   | Nguyễn Thắng (VIN)               |
| Kết quả | Kết quả   | Phạm Lê Xuân Lộc (QK7)        | Petr Rikunov (TLT)       | Igor Frolov (VIN)          | Petr Rikunov (TLT)       | TLT                   | Nguyễn Thắng (VIN)               |

## Xếp hạng chung cuộc
|                            | Nhất                       | Nhì                    | Ba                       | Tham khảo           |
| -------------------------- | -------------------------- | ---------------------- | ------------------------ | ------------------- |
| Áo vàng                    | Petr Rikunov (TLT)         | Igor Frolov (VIN)      | Vladislav Duiunov (HCM)  | [ 2 ] [ 52 ] [ 53 ] |
| Áo chấm đỏ                 | Igor Frolov (VIN)          | Petr Rikunov (TLT)     | Javier Sardá Pérez (NBM) | [ 2 ] [ 52 ] [ 53 ] |
| Áo xanh                    | Petr Rikunov (TLT)         | Nguyễn Văn Bình (HCM)  | Nguyễn Tấn Hoài (TLT)    | [ 2 ] [ 52 ] [ 53 ] |
| Áo trắng                   | Phạm Lê Xuân Lộc (QK7)     | Phạm Lê Xuân Lộc (QK7) | Phạm Lê Xuân Lộc (QK7)   | [ 2 ] [ 52 ] [ 53 ] |
| Giải đồng đội              | Tập đoàn Lộc Trời An Giang | TP.HCM Vinama          | Dược Domesco Đồng Tháp   | [ 2 ] [ 52 ] [ 53 ] |
| Giải phong cách            | Đồng Nai (DNA)             | Đồng Nai (DNA)         | Đồng Nai (DNA)           | [ 2 ] [ 52 ] [ 53 ] |
| Giải VĐV Việt Nam ấn tượng | Nguyễn Thắng (VIN)         | Nguyễn Thắng (VIN)     | Nguyễn Thắng (VIN)       | [ 2 ] [ 52 ] [ 53 ] |

## Truyền hình
Tất cả 25 chặng đua được truyền hình trực tiếp trên các kênh HTV9, HTV7 (chặng Huế - Đà Nẵng, chặng Tiền Giang - Tây Ninh) và HTV Thể Thao, cùng các hạ tầng mạng xã hội của HTV và ứng dụng HTVC.
Kể từ cuộc đua năm 2023, HTV bắt đầu áp dụng hệ thống định vị thời gian thực trực tiếp để xác định tốc độ, khoảng cách và thời gian vận động viên đoàn đua thi đấu thay cho thông tin gián tiếp từ tổ trọng tài.

## Nhà tài trợ
- Tôn Đông Á (tài trợ độc quyền)